# Christoph Erhard Faulhaber
Christoph Erhard Faulhaber (* 10. August 1708 in Ulm; † 16. Juli 1781 ebenda) war ein deutscher lutherischer Theologe und Mathematiker.

## Leben
Christoph Erhard Faulhaber absolvierte sein Studium in Jena und Wittenberg und wurde 1737 als Professor der Mathematik nach Ulm berufen. Zwei Jahre später wurde er Pfarrer in Jungingen, 1743 Diakon zur Heiligen Dreifaltigkeit, 1747 Prediger im Ulmer Münster. 1763 wurde Faulhaber Professor der Theologie und Scholarch. Ab 1768 trug er als Vorsitzender des Geistlichen Ministeriums der evangelischen Münstergemeinde die Amtsbezeichnung Senior Ministerii und war außerdem als Eherichter in Ulm tätig.
Christoph Erhard Faulhaber starb 1781 im Alter von 72 Jahren in Ulm.

## Familie
Sein Sohn Albrecht Friedrich (1741–1773) war Stadtphysikus von Ulm und hinterließ mindestens zwei Söhne: Georg Philipp (1770–1850) war in Ulm Ratskonsulent, sein jüngerer Bruder  Christoph Jakob Faulhaber (1772–1842) war Apotheker und besaß die Kronenapotheke in Ulm. Die nach seinen Angaben im Jahr 1812 aus Kirschholz angefertigte Offizin der Apotheke ist erhalten und wird in der Dauerausstellung des Deutschen Apotheken-Museums in Heidelberg gezeigt. Nach dem Tod Christoph Jakob Faulhabers wurde die Kronenapotheke von seinem Neffen, dem Zementpionier Gustav Leube weitergeführt.
Ein weiterer Sohn Christoph Erhard Faulhabers war Elias Matthäus (1742–1794), der die Laufbahn seines Vaters wiederholte.
Sein Bruder, der Obristleutnant Philipp Daniel Faulhaber (1713–1773), ließ das Faulhabersche Haus in Esslingen am Neckar bauen. Im Jahr 1770 stiftete er Stipendien für alle Familienmitglieder in Ulm, die sich der Wissenschaft befleißigten.

## Schriften
- Disputatio mathematica in qua selectiores duas ex optica controversias sistit, Wittenberg 1735
- De Effectu Lentium simplicium tam extra oculum quam in oculo, Wittenberg 1735
- Duae ex Optica Controversiae. Respond. Io. Matthaeo Faulhabero, Fratre praesidis, Wittenberg 1735
- De incerta mutabilitate obliquitatis Eclipticae, Ulm 1740
- De Mensura Geometrica constante nondum detecta, Ulm 1744
- De Motus perpetuitate in Machinis impossibili, Ulm 1751
- Kommunionbuch mit Kupfern, Ulm 1754 und weitere Auflagen
- De Virtute Speculorum causticorum, Ulm 1755
- Sammlung von Meinungen großer Gelehrter vom Blutregen, Ulm 1755 (aus Ladvokat, handschr.)
- Dissert. ubi mechanica sessionis nostrae consideratio sistitur, Ulm 1760
- Vollständiges Ulmisches Beicht- und Communion-Buch, Stettin 1780